# Someday (You’ll Want Me to Want You)
"Someday (You'll Want Me to Want You)" to popularna piosenka, napisana przez Jimmiego Hodgesa, opublikowana w 1944 roku. Stała się ona muzycznym standardem, wykonywanym przez wielu artystów country oraz popowych.

## Nagrane wersje
- Eddy Arnold
- Gene Autry
- Brook Benton
- Issy Bonn
- Elton Britt
- Tanya Rae Brown
- Ray Charles
- Patsy Cline
- Norrie Cox & His New Orleans Stompers
- Hank Crawford
- Vic Damone
- Ronnie Dove
- The Drifters
- Maureen Evans
- Don Gibson
- Jim Hendricks
- Hoosier Hot Shots
- Buck Johnson
- George Jones
- Tom Jones
- Kitty Kallen
- Steve Kuhn
- Lester Lanin
- Brenda Lee
- Jerry Lee Lewis
- Warner Mack
- Mando & The Chili Peppers
- Dean Martin
- Emile Martyn Band
- Clyde McPhatter
- The Mills Brothers
- Mina
- Vaughn Monroe
- Anne Murray
- Rick Nelson
- Willie Nelson
- Daniel O'Donnell
- Les Paul
- Gene Pitney
- The Ravens
- Della Reese
- Jim Reeves
- Cliff Richard
- The Rim Rock Ramblers
- Tex Ritter
- Jimmy Roselli
- Jodie Sands
- Cynthia Sayer
- Sonny & Cher
- Red Steagall
- Swingville All-Stars
- Justin Tubb
- Gene Vincent
- Bobby Vinton
- Hugo Winterhalter
- Mark Wynter